# Andreas Hartvig Godiche
Andreas Hartvig Godiche (11. december 1714 i København – 4. august 1769) var en dansk bogtrykker og forlægger.
Andreas Hartvig Godiche blev født i København og var søn af bogtrykkeren Jørgen Matthiasen Godiche. Han var i lære som bogtrykker hos sin stedfar Johan Jørgen Høpfner. Han giftede sig med Anna Magdalena Høpfner i december 1736. Som 21-årig købte han sit eget trykkeri i Skindergade. I denne første periode var det fortrinsvis opbyggelige skrifter og forfatterkommissioner der udgik fra hans trykkeri.
Fra 1750 synes han at have overskud til at foretage større udgiverarbejder som f.eks. Sejer Schousbølles oversættelse af Saxo Grammaticus' Gesta Danorum fra 1752.
Efter Ove Lynovs død i 1755 blev Godiche 2. universitetsbogtrykker, og Godiches trykkeri blev snart "et af de bedste i København". Dyre og teknisk overlegne værker udgik fra trykkeriet såsom Tøger Reenbergs Poetiske Skrifter (1769) og kvartudgaven af Ludvig Holbergs Peder Paars (1772). Bolle Willum Luxdorph, som var involveret i udgivelsen af begge disse værker var desuden en personlig ven af Godiche familien. Godiche erhvervede også retten til at udgive resten af Danske Atlas efter forfatteren Erik Pontoppidan den yngres død (værket blev færdigudgivet af Godiches arvinger efter dennes død i 1769). I slutningen af sin karriere havde Godiche arbejdet sig op til at blive landets "betydeligste bogtrykkerforlægger".
Hans enke Anna Magdalena Godiche fortsatte firmaet Godiche efter hans død i 1769.